# Liste der Bischöfe von Reggio Emilia
Die folgenden Personen waren Bischöfe von Reggio nell’Emilia (Italien):
- Protasio 328?
- Cromazio 345?
- Antonino 362?
- Elia 379?
- Santino 396?
- Carosio 413?
- Favenzio 451
- Elpidio
- Prospero
- Stefan 511?
- Diodato oder Dusdedit 533?
- Teodosio oder Teodoro 555?
- Donodidio 577?
- Adriano 599?
- Benenato 622?
- Paul I. 644?
- Lupiano oder Ulpiano 666?
- Maurizio 679–680
- Costantino 690?
- Thomas 701–714?
- Johann 714?
- Sisto oder Callisto 726?
- Geminiano 751?
- Apollinaris 756–781
- Adelmo 800?
- Norpert 814–835
- Vitale 838–840
- Sigifred 844–857
- Rotfrid 874
- Azzo I. 877
- Paul II. 878–881
- Aronne 882–885
- Azzo II. 890–899
- Peter I. 900–915
- Girardo 930?
- Aribaldo oder Eriberto 942–944
- Adelardo 945–952
- Ermenaldo 962–979
- Teuzone 979–1030
- Sigifred II. 1031–1049
- Conone 1050
- Adalberio 1053–1060
- Volmaro 1062–1065
- Gandolfo 1066–1085
- Eriberto oder Euberto 1085–1092
- Ludwig 1092–1093
- Bonseniore 1098–1118
- Adelmo oder Adelelmo 1123–1139
- Alberio 1140–1163
- Albericone oder Alberico 1163–1187
- Peter II. 1187–1210
- Nicolò dei Maltraversi 1211–1243[1]
- Guglielmo da Fogliano 1243–1283[1]
- Sedisvakanz 1283–1290
- Guglielmo da Bobbio 1290–1301[1]
- Enrico de Casalorci oder Casalocci 1302–1313[1]
- Guido da Baiso 1312–1319[1]
- Guido Roberti 1329–1332[1]
- Tommasino Fogliani 1334–1336[1]
- Rolando Scarampi 1336–1337[1]
- Bartolomeo d’Asti 1339–1362[1]
- Serafino Tavacci da Trino 1379–1387[1]
- Ugolino da Sesso 1387–1394[1]
- Tebaldo da Sesso 1394–1439[1]
- Giacomo Antonio della Torre 1439–1444[2]
- Battista Pallavicino 1444–1466[2]
- Antonio Beltrando, detto Trombetta 1466–1476[2]
- Bonfrancesco Arlotti 1477–1508[2]
- Gianluca Castellini 1508–1510
- Ugo Rangone 1510–1540
- Marcello Kardinal Cervini 1540–1544
- Giorgio Andreasi 1544–1549
- Giambattista Grossi 1549–1569
- Eustachio Locatelli 1569–1575
- Farncesco Martelli 1575–1578
- Benedetto Manzoli 1578–1585
- Giulio Masetti 1585–1592
- Claudio Rangone 1592–1621[3]
- Alessandro Kardinal d’Este 1621–1624[3]
- Paolo Coccapani 1624–1650[3]
- Rinaldo Kardinal d’Este 1650–1660[3]
- Girolamo Codebò 1661[3]
- Giovanni Agostino Marliani 1662–1674[3]
- Augusto Bellincini 1674–1700
- Ottavio Picenardi 1701–1722
- Lodovico Forni 1723–1750
- Gianmaria Castelvetro 1750–1785
- Francesco Maria d’Este 1785–1821
- Angelo Maria Ficarelli 1822–1825
- Filippo Cattani 1826–1849
- Pietro Raffaelli 1849–1866
- Carlo Macchi 1867–1873
- Guido Rocca 1873–1886
- Vincenzo Manicardi 1866–1901
- Arturo Marchi 1901–1910 (auch Erzbischof von Lucca)
- Eduardo Brettoni 1910–1945
- Beniamino Socche 1946–1965
- Gilberto Baroni 1965–1989
- seit 1986 mit dem Bistum Guastalla vereinigt
- Giovanni Paolo Gibertini OSB 1989–1998
- Adriano Caprioli 1998–2012
- Massimo Camisasca FSCB 2012–2022
- Giacomo Morandi seit 2022